# Blood Red Shoes
Blood Red Shoes é uma banda britânica de rock formada no final de 2004 em Brighton, na Inglaterra.

## História

### Formação (2004)
Composto por Steven Ansell e Laura-Mary Carter, Blood Red Shoes foi formado no final de 2004 depois de suas bandas anteriores (Cat On Form e Lady Muck respectivamente) terminarem e eles decidiram fazer uma parceria. Em uma entrevista em Berlim, Laura-Mary explicou que o nome da banda foi tirado di musical de Ginger Rogers/Fred Astaire, em que Ginger Rogers tinha trocado um par de sapatos branco de dança em vermelho-sangue devido a ela treinar muito para o papel.
A banda cita algumas bandas americanas underground de punk e rock como influência, entre elas Babes in Toyland, Nirvana, Queens of the Stone Age, Q and not U, Pixies, Fugazi e Sonic Youth, embora também regularmente divulgassem os artistas ingleses Blur e PJ Harvey como ídolos.
A banda fez participação em campanhas anti-fascistas como Love Music Hate Racism, contribuindo no segundo CD de 2007 com a música "Can't Find the Door", e ainda tocaram num festival feminista, o Ladyfest no passado.

### Primeiros Singles (2005-2007)
Eles lançaram seu primeiro single "Victory for the Magpie" em 18 de Julho de 2005, seguido pelo duplo Lado-A "Stitch Me Back / Meet Me at Eight", "A.D.H.D", e "You Bring Me Down" em 2006. Depois de tocaram em 300 apresentações ao vivo pelo Reino Unido, eles assinaram com a V2 em Abril de 2007 com quem eles lançaram os singles "It's Getting Boring By The Sea" (11 de Junho de 2007) e "I Wish I Was Someone Better" (29 de Outubro de 2007), como bem um álbum de compilações I'll Be Your Eyes em 25 de Junho de 2007.
A banda se apresentou nos dois dias do Camden Crawl 2007, tocando no Purple Turtle e Earl of Camden respectivamente, e ainda na premiação de estréia do Red Stripe Music Awards 2007. Eles foram uma das quatro bandas a tocar na NME New Music Tour 2007, com The Little Ones, Pull Tiger Tail e The Rumble Strips. No verão de 2007 foram vistas em muitos festivais, incluindo T in the Park, Underage Festival, e o Electric Gardens festival. Eles ainda estiveram ao lado de bandas como Biffy Clyro, Maxïmo Park, Panic At The Disco, Lightning Bolt, The Gossip, Siouxsie Sioux e Rage Against the Machine.

### Box of Secrets (2008)
O álbum de estreia da banda, Box of Secrets foi lançado pela Mercury Records em 14 de Abril de 2008. Ele apareceu pela internet em torrent em Novembro de 2007, muitos meses antes de ter seu lançamento nas lojas. A banda comentou que embora eles não têm nenhum problema com o compartilhamento de arquivos e download de música livre, com seu álbum de estréia sem o encarte tornou-se disponível e ficou fora de controle, assim deixando-os decepcionados. Laura-Mary Carter, que é integrante da banda que desenha a capa do disco para cada lançamento da banda.
Eles tocaram em nove datas no Reino Unido, para a divulgação do álbum, seguido por datas pela Europa e Japão. Se apresentaram em festivais incluindo Reading and Leeds, Summer Sonic, Pukkelpop, Lowlands, Melt! e outros.

### Fire Like This (2009-2010)
Depois de sua turnê Outono-Inverno de 2008, que passou por 12 países, a banda parou de se apresentar no primeiros meses de 2009 para escrever músicas para seu próximo álbum. Eles começaram a sua turnê novamente em Março de 2009, inserindo novas músicas em cada show, algumas vezes incluindo versões não terminadas ou sem letras. Eles fizeram show de abertura para o Foals em Brighton em 2009 para testar o novo material, tocando todas as músicas exceto "It's Getting Boring By The Sea" e "This Is Not For You". Em 17 de Maio de 2009, a banda tocou no ATP festival, sendo convidada para tocar pelo The Breeders. A banda gravou seu segundo álbum de estúdio com Mike Crossey no Motor Museum Studio em Liverpool. Eles ainda fizeram uma música instrumental, "Carry Knots" para o Audioscope, em ajuda a casa de caridade Shelter, que foi lançado em Outubro de 2009.
Em 25 de Novembro de 2009, a banda fez uma nova música, "Colours Fade", disponível para download em seu site.
O site de música independente The Music Magazine comentou que o som da banda é potente. O autor Jamie Smith escreveu: "É pegar e experimentar a fórmula do BRS e como eles dizem, e transformá-la em onze. São sete minutos. Isso é épico. Soa bem."
O primeiro single do álbum, "Light It Up" foi apresentado em 5 de Janeiro de 2010 na Radio 1. O single foi lançado em 22 de Fevereiro, uma semana antes do lançamento do segundo álbum Fire Like This em 1 de Março de 2010. Singles seguintes foram  "Don't Ask" e "Heartsink" lançados em Maio e Agosto respectivamente, inde eles seguiram com as turnês pela Europa e América do Norte em Outubro.
Em 2010, a música "It's Getting Boring By The Sea" apareceu no filme Scott Pilgrim vs the World. A música foi incluída porque o diretor do filme, Edgar Wright, é um fã da banda e teve essa ideia depois de vê-los ao vivo.

### Show no Brasil e Futuro (2011)
No ano de 2011, o Blood Red Shoes continuou com sua turnê de divulgação do álbum Fire Like This, assim fazendo uma turnê mundial. Em 29 de maio de 2011, eles se apresentaram pela primeira vez no Brasil, no Cultura Inglesa Festival, que promove shows de bandas do Reino Unido.
No final de 2011, eles estão planejando gravações para o terceiro álbum da banda, conforme foi divulgado no Twitter e com lançamento para 2012.

## Integrantes
- Laura-Mary Carter – guitarra e vocal
- Steven Ansell – bateria e vocal

## Discografia
Álbuns de estúdio
- 2008: Box of Secrets
- 2010: Fire Like This
- 2012: In Time To Voices
- 2014: Blood Red Shoes

EP
- 2007: I'll Be Your Eyes
- 2012: Water

Singles
- 2005: "Victory for the Magpie"
- 2006: "Stitch Me Back"/"Meet Me at Eight"
- 2006: "ADHD"
- 2006: "You Bring Me Down" – I'll Be Your Eyes
- 2007: "It's Getting Boring by the Sea" – I'll Be Your Eyes
- 2007: "I Wish I Was Someone Better" – Box of Secrets
- 2008: "You Bring Me Down" (relançamento) – Box of Secrets
- 2008: "Say Something, Say Anything" – Box of Secrets
- 2008: "This Is Not for You" – Box of Secrets
- 2010: "Light It Up" – Fire Like This
- 2010: "Don't Ask" – Fire Like This
- 2010: "Heartsink" – Fire Like This